# Mount Kling
Mount Kling ist ein 1845 m hoher Berg auf Südgeorgien. In der Allardyce Range ragt er zwischen dem Nordenskjöld Peak und Mount Brooker auf.
Das UK Antarctic Place-Names Committee benannte den Berg im Jahr 1958. Namensgeber ist Alfred Kling (1882–unbekannt), Navigator der Deutschland bei der Zweiten Deutschen Antarktisexpedition (1911–1912) unter der Leitung von Wilhelm Filchner.